# Kožmani
Kožmani so naselje v Občini Ajdovščina. Ustanovljeno je bilo leta 1991 iz dela ozemlja naselja Žapuže. Leta 2015 je imelo 110 prebivalcev.